# Campionat de Catalunya de natació - 400 metres estils
Els 400 metres estils és una prova del Campionat de Catalunya de natació. Combina les quatre modalitats de natació (crol, esquena, braça i papallona) en una distància de 400 m, la prova llarga dels estils individuals. Se celebrà per primer cop a la 43a edició dels Campionats de Catalunya de natació (1962) tant en categoria masculina i femenina. Es disputa anualment de forma ininterrompuda.
El primer guanyador en categoria masculina de la prova fou el sabadellenc Miquel Torres i Bernades amb un temps de 5 minuts i 25 segons. Vuit anys més tard, el 1970, el reusenc del Sabadell Santiago Esteva i Escoda fou el primer guanyador que baixà dels 5 minuts (4:50.7). L'any 1988 el palmesà del Montjuïc Ricardo Valdivia Schneider baixà per primer cop dels 4 minuts i mig en el Campionat de Catalunya (4:29.05). En categoria femenina la primera vencedora fou Isabel Castañé i López, del Sabadell, que vencé la prova amb un temps de 6 minuts i 10 segons. Un any més tard, el 1963, Isabel Castañé repetí triomf baixant dels 6 minuts per primer cop (5:49.3). L'any 1976 Magda Camps i Paget (CN Sabadell) fou la primera nedadora que guanyà baixant dels 5 minuts i mig (5:26.8). El 1988, la nedadora del CN Catalunya Mònica Safont Pacheco guanyà amb un temps per sota dels cinc minuts (4:59.80).
Fins a l'any 2023 sis nedadors encapçalen el palmarès de la prova amb tres campionats. Aquests són: Miquel Torres i Bernades, Harri Garmendia Ayerza, Joaquim Fernández Corredor, Brenton Cabello Forns, Marc Sánchez Torrens i Àlex Castejón Ramírez. En categoria femenina tres nedadores han guanyat el campionat en quatre ocasions: Isabel Castañé i López, Lourdes Becerra Portero i Mireia Belmonte i García.

## Historial

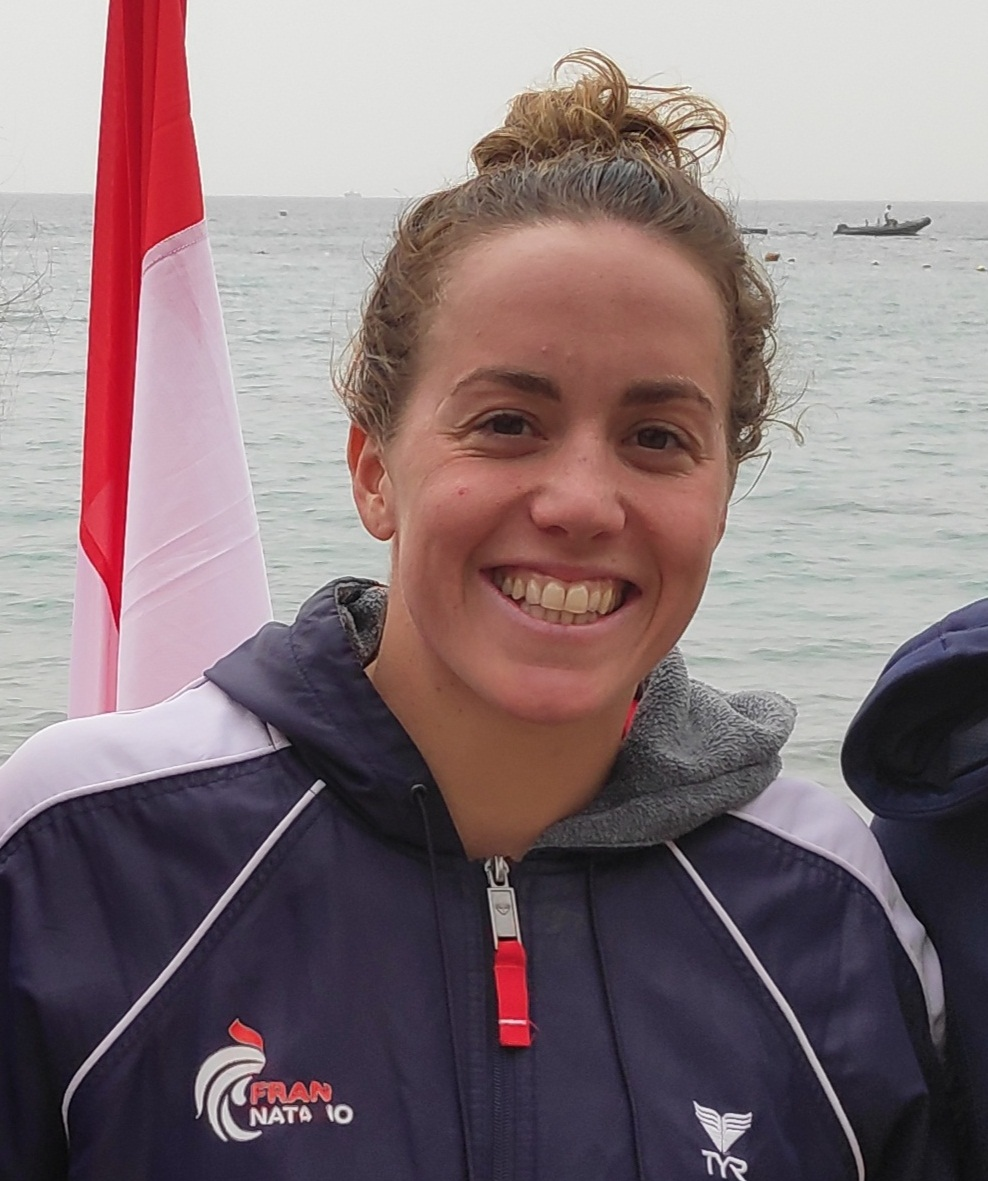
La francesa Lara Grangeon guanyà el Campionat de Catalunya de 2014 defensant els colors del CN Sabadell.

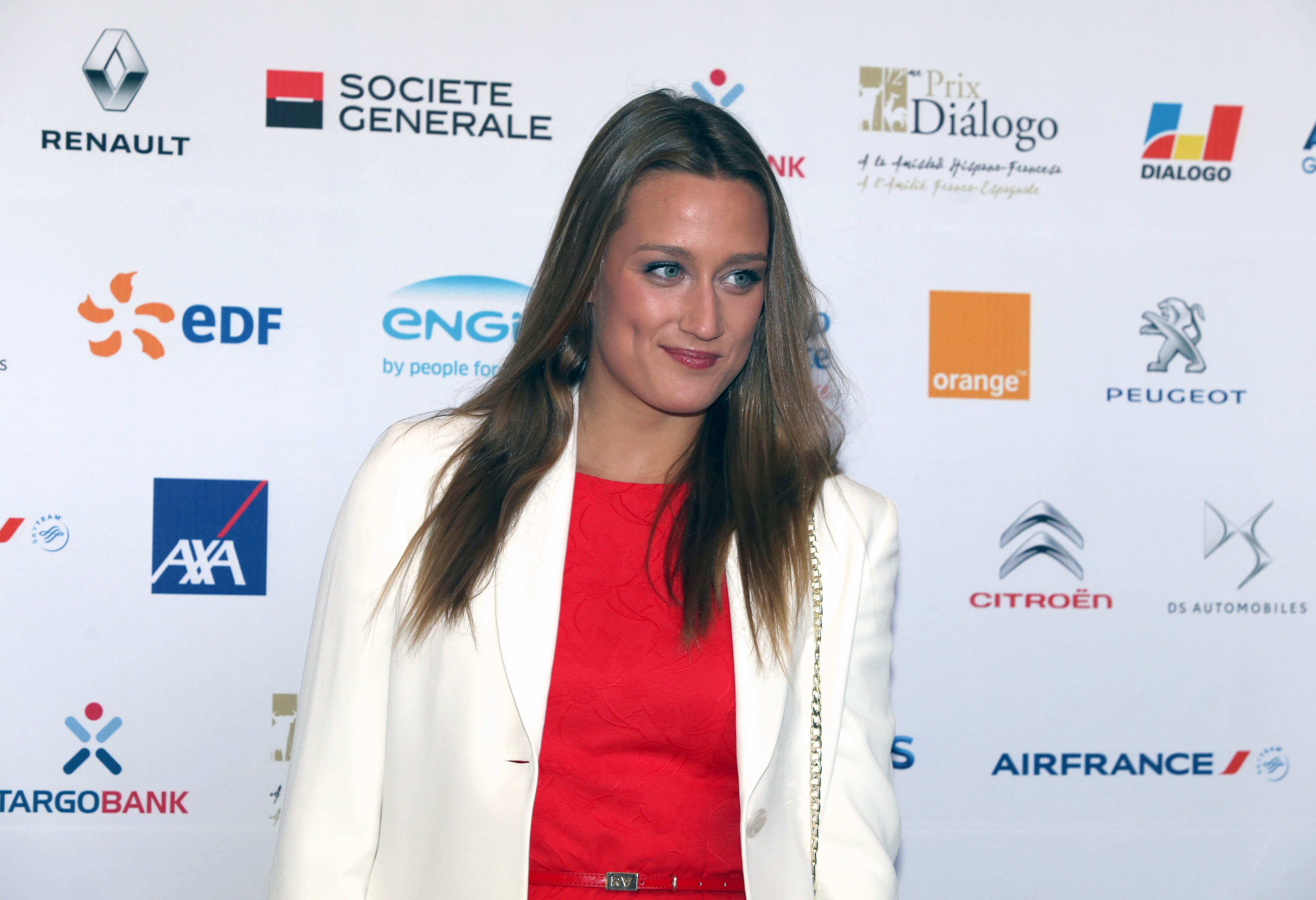
Mireia Belmonte guanyà la prova dels 400 metres estils en quatre ocasions.

| Edició   | Data    | Competició masculina    | Competició masculina | Competició masculina | Competició femenina     | Competició femenina    | Competició femenina | refs.       |
| Edició   | Data    | Campió                  | Club                 | Temps                | Campiona                | Club                   | Temps               | refs.       |
| -------- | ------- | ----------------------- | -------------------- | -------------------- | ----------------------- | ---------------------- | ------------------- | ----------- |
| XLIII    | 1962    | Miquel Torres           | CN Sabadell          | 5:25.0               | Isabel Castañé          | CN Sabadell            | 6:10.1              | [ 2 ] [ 3 ] |
| XLIV     | 1963    | Miquel Torres           | CN Sabadell          | 5:12.8               | Isabel Castañé          | CN Sabadell            | 5:49.3              | [ 2 ] [ 3 ] |
| XLV      | 1964    | Joan Fortuny Vidal      | CN Barceloneta       | 5:24.5               | Rufina Servalls Vidal   | CN Manresa             | 6:04.3              | [ 2 ] [ 3 ] |
| XLVI     | 1965    | Francesc Jou Roig       | CN Sabadell          | 5:22.2               | Isabel Castañé          | CN Sabadell            | 5:50.5              | [ 2 ] [ 3 ] |
| XLVII    | 1966    | Jaume Monzó Cots        | CN Montjuïc          | 5:07.0               | Isabel Castañé          | CN Sabadell            | 5:51.0              | [ 2 ] [ 3 ] |
| XLVIII   | 1967    | Joan Fortuny Vidal      | CN Barceloneta       | 5:11.0               | Isabel Ortega Miquel    | CN Montjuïc            | 6:04.5              | [ 2 ] [ 3 ] |
| XLIX     | 1968    | Miquel Torres           | CN Sabadell          | 5:05.0               | Mari Pau Corominas      | CN Sabadell            | 5:54.7              | [ 2 ] [ 3 ] |
| L        | 1969    | Esteve Cardellach López | CN Terrassa          | 5:09.9               | Manolita Gutiérrez      | CN Poble Nou           | 5:48.6              | [ 2 ] [ 3 ] |
| LI       | 1970    | Santiago Esteva Escoda  | CN Sabadell          | 4:50.7               | Mari Pau Corominas      | CN Sabadell            | 5:30.7              | [ 2 ] [ 3 ] |
| LII      | 1971    | Santiago Esteva Escoda  | CN Sabadell          | 5:08.3               | Maria Neus Panadell     | CN Manresa             | 5:39.7              | [ 2 ] [ 3 ] |
| LIII     | 1972    | Antoni Culebras         | CN Sabadell          | 4:58.2               | Cristina Iranzo Sánchez | CN Montjuïc            | 5:42.5              | [ 2 ] [ 3 ] |
| LIV      | 1973    | Josep Bas Molina        | CN Montjuïc          | 5:00.0               | Cristina Iranzo Sánchez | CN Montjuïc            | 5:39.4              | [ 2 ] [ 3 ] |
| LV       | 1974    | Josep Bas Molina        | CN Montjuïc          | 4:53.7               | Dolors Balbuena         | CN Sabadell            | 5:30.2              | [ 2 ] [ 3 ] |
| LVI      | 1975    | Antoni Castelló Auqué   | CN Reus Ploms        | 5:08.5               | Carolina Kun            | CN Barcelona           | 5:39.4              | [ 2 ] [ 3 ] |
| LVII     | 1976    | Jaume Cardellach López  | CN Terrassa          | 4:59.7               | Magda Camps             | CN Sabadell            | 5:26.8              | [ 2 ] [ 3 ] |
| LVIII    | 1977    | Ramon Albert Duch       | CN Tarraco           | 4:59.2               | Magda Camps             | CN Sabadell            | 5:23.7              | [ 2 ] [ 3 ] |
| LIX      | 1978    | Francisco Buerbaum      | CN Sabadell          | 4:53.5               | Magda Camps             | CN Sabadell            | 5:22.2              | [ 2 ] [ 3 ] |
| LX       | 1979    | Manel Esteva Escoda     | CN Tarraco           | 4:53.2               | Laura Flaqué            | CN Montjuïc            | 5:22.7              | [ 2 ] [ 3 ] |
| LXI      | 1980    | Joan Ca. Arce Sáez      | CN Barcelona         | 4:55.3               | Carme Paredes Paul      | CN Sabadell            | 5:25.4              | [ 2 ] [ 3 ] |
| LXII     | 1981    | Jordi Martí Aparicio    | CN Sant Andreu       | 5:53.64              | Laura Flaqué            | CN Montjuïc            | 5:19.16             | [ 2 ] [ 3 ] |
| LXIII    | 1982    | Oriol Barrufet Carrera  | CN Sant Andreu       | 4:46.1               | Maria Àngels Domingo    | CN Sant Andreu         | 5:18.7              | [ 2 ] [ 3 ] |
| LXIV     | 1983    | Oriol Barrufet Carrera  | CN Sant Andreu       | 4:44.9               | Nemesia Serván Pérez    | CN Sant Andreu         | 5:17.2              | [ 2 ] [ 3 ] |
| LXV      | 1984    | Jordi Martí Aparicio    | CN Sant Andreu       | 4:44.54              | Sònia Astola            | CN Sallent             | 5:14.49             | [ 2 ] [ 3 ] |
| LXVI     | 1985    | Harri Garmendia         | CN Montjuïc          | 4:42.55              | Ariadna Cotten Saludes  | CN Montjuïc            | 5:15.61             | [ 2 ] [ 3 ] |
| LXVII    | 1986    | Harri Garmendia         | CN Montjuïc          | 4:39.64              | Montserrat Gomáriz      | CN Manresa             | 5:10.38             | [ 2 ] [ 3 ] |
| LXVIII   | 1986-87 | Harri Garmendia         | CN Montjuïc          | 4:38.57              | Núria Castelló          | CN Gavà                | 5:03.88             | [ 2 ] [ 3 ] |
| LXIX     | 1987-88 | Ricardo Valdivia        | CN Montjuïc          | 4:29.05              | Mònica Safont Pacheco   | CN Catalunya           | 4:59.80             | [ 2 ] [ 3 ] |
| LXX      | 1988-89 | Sergi López             | CN Montjuïc          | 4:35.89              | Núria Castelló          | CN Gavà                | 4:55.98             | [ 2 ] [ 3 ] |
| LXXI     | 1989-90 | Adolf Coll Gil          | CN Reus Ploms        | 4:41.33              | Núria Castelló          | CN Gavà                | 4:59.56             | [ 2 ] [ 3 ] |
| LXXII    | 1990-91 | Joaquim Fernández       | CN Sant Andreu       | 4:35.93              | Sílvia Parera           | CN Sant Andreu         | 5:03.40             | [ 2 ] [ 3 ] |
| LXXIII   | 1991-92 | Mariano Jiménez Tahoces | CN Sabadell          | 4:37.00              | Amèlia López Huix       | CN Sabadell            | 5:08.23             | [ 2 ] [ 3 ] |
| LXXIV    | 1992-93 | Joaquim Fernández       | CN Sant Andreu       | 4:34.24              | Lourdes Becerra         | CN Sabadell            | 4:59.09             | [ 2 ] [ 3 ] |
| LXXV     | 1993-94 | David Guerrero Hdez.    | CN Terrassa          | 4:35.25              | Lourdes Becerra         | CN Sabadell            | 5:02.51             | [ 2 ] [ 3 ] |
| LXXVI    | 1994-95 | Joaquim Fernández       | CN Sant Andreu       | 4:34.88              | Lourdes Becerra         | CN Sabadell            | 4:59.73             | [ 2 ] [ 3 ] |
| LXXVII   | 1995-96 | David Meca              | CN Sabadell          | 4:35.72              | Laura-Carmen Simón      | CN Catalunya           | 5:01.43             | [ 2 ] [ 3 ] |
| LXXVIII  | 1996-97 | Antonio Gandía Mnez.    | CN Catalunya         | 4:37.81              | Laura-Carmen Simón      | CN Catalunya           | 4:59.67             | [ 2 ] [ 3 ] |
| LXXIX    | 1997-98 | Jorge Pérez Salinas     | CE Mediterrani       | 4:32.86              | Lourdes Becerra         | CN Sabadell            | 4:55.14             | [ 2 ] [ 3 ] |
| LXXX     | 1998-99 | David Benito Cortázar   | CN Montjuïc          | 4:40.00              | Elisenda Pérez Valls    | CN Sabadell            | 4:59.78             | [ 2 ] [ 3 ] |
| LXXXI    | 1999-00 | Brenton Cabello         | CN Sant Andreu       | 4:33.19              | Silvia Guerra de Rioja  | CN Catalunya           | 5:03.47             | [ 2 ] [ 3 ] |
| LXXXII   | 2000-01 | Brenton Cabello         | CN Sant Andreu       | 4:31.48              | Elisab. Homet Sabata    | CN Sabadell            | 5:02.66             | [ 2 ] [ 3 ] |
| LXXXIII  | 2001-02 | Teo Edo Farré           | CN Sant Andreu       | 4:31.48              | Anna Ham-Man Abella     | CN Mataró              | 5:05.75             | [ 2 ] [ 3 ] |
| LXXXIV   | 2002-03 | Jorge Sánchez Balsas    | CN Sabadell          | 4:25.32              | Núria Garcia Diviu      | CN Sabadell            | 5:01.91             | [ 2 ] [ 3 ] |
| LXXXV    | 2003-04 | Jorge Sánchez Balsas    | CN Sabadell          | 4:35.33              | Sara Pérez Sala         | CN Atlètic-Barceloneta | 4:52.15             | [ 2 ] [ 3 ] |
| LXXXVI   | 2004-05 | Sergio García Ortiz     | CN Sabadell          | 4:28.71              | Sara Pérez Sala         | CN Atlètic-Barceloneta | 4:50.50             | [ 2 ] [ 3 ] |
| LXXXVII  | 2005-06 | Brenton Cabello         | CN Sant Andreu       | 4:33.21              | Mireia Belmonte         | CN Hospitalet          | 4:50.73             | [ 2 ] [ 3 ] |
| LXXXVIII | 2006-07 | Víctor Muñoz Illana     | CN Terrassa          | 4:29.44              | Natàlia Torné Sánchez   | CN Barcelona           | 5:03.84             | [ 2 ] [ 3 ] |
| LXXXIX   | 2007-08 | Sergio García Ortiz     | CN Sabadell          | 4:22.93              | Mireia Belmonte         | CN Hospitalet          | 4:50.27             | [ 2 ] [ 3 ] |
| XC       | 2008-09 | Javier Núñez Molano     | CN Sant Andreu       | 4.23.77              | Anna López Castells     | CN Terrassa            | 4:57.50             | [ 2 ] [ 3 ] |
| XCI      | 2009-10 | Carles Faro Molina      | CN Terrassa          | 4.35.89              | Mireia Belmonte         | CN Sabadell            | 4:45.68             | [ 2 ] [ 3 ] |
| XCII     | 2010-11 | Alan Cabello            | CN Sant Andreu       | 4:35.16              | Júlia Mas Sayós         | CN Sabadell            | 5:04.50             | [ 2 ] [ 3 ] |
| XCIII    | 2011-12 | Marc Sánchez Torrens    | CN Sabadell          | 4:31.52              | Mireia Belmonte         | CN Sabadell            | 4:38.77             | [ 2 ] [ 3 ] |
| XCIV     | 2012-13 | Marc Sánchez Torrens    | CN Sabadell          | 4:32.57              | Clàudia Dasca           | CN Sabadell            | 4:54.54             | [ 2 ] [ 3 ] |
| XCV      | 2013-14 | Joan Casanovas Skoubo   | CN Sabadell          | 4:33.85              | Lara Grangeon           | CN Sabadell            | 4:52.53             | [ 2 ] [ 3 ] |
| XCVI     | 2014-15 | Alan Cabello            | CN Calella           | 4:27.70              | María Alcaide Domínguez | CN Sabadell            | 4:57.72             | [ 2 ] [ 3 ] |
| XCVII    | 2015-16 | Joan Ballester Puig     | CE Mediterrani       | 4:33.30              | María Alcaide Domínguez | CN Sabadell            | 4:58.58             | [ 2 ] [ 3 ] |
| XCVIII   | 2016-17 | Marc Sánchez Torrens    | CN Sabadell          | 4:24.08              | Jessica Vall            | CN Sant Andreu         | 4:52.27             | [ 2 ] [ 3 ] |
| XCIX     | 2017-18 | Àlex Castejón Ramírez   | CN Calella           | 4:30.53              | Jessica Vall            | CN Sant Andreu         | 4:54.11             | [ 2 ] [ 3 ] |
| C        | 2018-19 | Jan Giralt Pidemont     | CN Mataró            | 4:37.16              | Andrea Feng Prades      | CE Mediterrani         | 4:58.93             | [ 2 ] [ 3 ] |
| CI       | 2019-20 | Joan Lluís Pons         | CN Sant Andreu       | 4:27.80              | Àfrica Zamorano         | CN Sant Andreu         | 4:50.97             | [ 2 ] [ 3 ] |
| CII      | 2020-21 | Àlex Castejón Ramírez   | CN Sabadell          | 4:25.31              | Catalina Corró          | CN Sabadell            | 4:46.09             | [ 2 ] [ 3 ] |
| CIII     | 2021-22 | Àlex Castejón Ramírez   | CN Sabadell          | 4:29.26              | Jimena Pérez Blanco     | CN Barcelona           | 4:58.99             | [ 2 ] [ 3 ] |
| CIV      | 2022-23 | Diego Mira Albaladejo   | CN Sabadell          | 4:34.40              | Clàudia Giralt Pidemont | CN Hospitalet          | 5:03.83             | [ 2 ] [ 3 ] |